# Kunst im öffentlichen Raum in Winterberg
Kunst im öffentlichen Raum in Winterberg umfasst öffentlich zugängliche Plastiken, Skulpturen, Brunnen, Wandmalereien, Mosaike und Graffiti im Gebiet der Stadt Winterberg im Hochsauerlandkreis. Die nachstehende Liste von Kunstwerken im öffentlichen Raum ist nicht vollständig. Sie wird kontinuierlich ergänzt.

## Liste
| Bild | Titel/Bezeichnung        | Standort           | Künstler | Entstehung | Anmerkungen |
| ---- | ------------------------ | ------------------ | -------- | ---------- | --- |
|      | Winterberger Handelsmann | Marktplatz Lage    |          |            | Die Statue des Kiepenkerls soll an die Bedeutung des Handels von selbsthergestellten Waren bis ins 20. Jahrhundert hinein erinnern. |
|      | Sport-Brunnen            | Marktplatz Lage    |          |            | |
|      | Gedenktafel              | Fichtenweg 10 Lage |          |            | Gedenktafel am Winterberger Rathaus für die Opfer der Hexenprozesse.                                                                |
|      |                          | Lage               |          |            | Graffito |